# De kleine blonde dood (film)
Pour plus de détails, voir Fiche technique et Distribution.
De kleine blonde dood (littéralement « la petite mort blonde ») est un film néerlandais réalisé par Jean van de Velde, sorti en 1993.

## Synopsis
Valentijn retrouve son ancienne professeure Mieke et entre eux a lieu une brève passion. Plus tard, il fait la rencontre de son fils...

## Fiche technique
- Titre : De kleine blonde dood
- Réalisation : Jean van de Velde
- Scénario : Rob Houwer et Jean van de Velde d'après le roman De kleine blonde dood de Boudewijn Büch
- Musique : Jurre Haanstra, Roy Kuschel et Toots Thielemans
- Photographie : Jules van den Steenhoven
- Montage : Victorine H. van den Heuvel
- Production : Rob Houwer et Marja Venema
- Société de production : Verenigde Nederlandsche Filmcompagnie
- Société de distribution : Concorde Film (Pays-Bas)
- Pays :  Pays-Bas
- Genre : Drame
- Durée : 95 minutes
- Dates de sortie : 
  - Modèle:Pays-Bs : 11 mars 1993

## Distribution
- Antonie Kamerling : Valentijn Boecke
- Olivier Tuinier : Mickey
- Loes Wouterson : Mieke
- Gees Linnebank : le père Boecke
- Liz Snoyink : la mère Boecke
- Yoran Hensel : Jonge Valentijn
- Reinout Bussemaker : Harold
- Ellen ten Damme : Dédé
- Helen Kamperveen : Lucy de Jong

## Distinctions
Le film a reçu 2 nominations aux Veaux d'or et a remporté le prix du Meilleur film. Il a également été sélectionné comme représentant des Pays-Bas pour l'Oscar du meilleur film en langue étrangère mais n'a pas a été nommé.